# أوتريكولي
أوتريكولي (بالإيطالية: Otricoli) هي بلدية في مقاطعة تيرني في إقليم أومبريا الإيطالي.

## السكان
في سنة 1861 بلغ عدد السكان 1٬347 نسمة، وتطور العدد ليصل في سنة 2011 لـ 1٬915 نسمة.
يظهر هذا المخطط البياني تطور النمو السكاني لـ أوتريكولي